# 鉄人ミュージック
鉄人ミュージック（てつじんミュージック）は、2007年から2017年までの間、日本のTBSラジオにて不定期で放送された音楽番組。まれに『衣笠祥雄の鉄人ミュージック』とも表記。

## 概要
「鉄人」の愛称を持つ元プロ野球選手でTBS野球解説者の衣笠祥雄がDJ・パーソナリティを務め、自身お気に入りの曲を流しながら音楽や野球について語る番組。ディレクターは同局の鳥井泰伸が担当。元々、プロ野球中継を担当していた鳥井が球場内で衣笠と雑談した際、音楽への造詣の深さに驚かされたため、衣笠にDJ番組を提案したのが始まり。タイトルは衣笠の愛称と音楽を掛け合わせた。
当初は夕方のスポーツ情報番組内の5分枠で1曲紹介していたが、その後、プロ野球ナイター中継『エキサイトベースボール』が編成されない日に1時間枠で放送されるようになった（プロ野球オフシーズンに放送される場合もあった）。枠拡大後は、9 - 10曲ほど紹介されるようになった。選曲は衣笠本人が担当したが、交通情報内のBGMは鳥井が担当した。
開始10周年を迎える2017年は、5月4日の『プロ野球ネットワーク』内で20:00から放送。9月の放送も予定していたが、衣笠側の都合がつかず断念。2018年4月23日に衣笠が死去したため、先述放送が最後となった。同年4月27日には、中国放送（RCC）ラジオでも衣笠の追悼特別番組として『RCCカープナイター追悼特別番組 ありがとう!鉄人・衣笠祥雄さん』（17:57 - 20:00）に続き、20:00 - 21:00にて本番組事実上の最終回が放送された。

## 出演者
- 衣笠祥雄 - DJ

アシスタント
- 磯山さやか（開始当初）[注 9]、
- 宮崎瑠依（6代目。2013年から最後の放送まで担当）[注 10]